# 伏見城之戰
伏見城之戰是日本安土桃山時代及戰國時代末期的一場戰爭，发生于1600年8月26日到9月8日（慶長五年七月十八日到八月一日），這場戰爭被視為關原之戰的序幕戰。

## 背景
德川家康開始在豐臣秀吉死後嘗試統一日本，無視豐臣家的命令，私下與家臣通婚，這引來了部份大名的不滿。當中會津大名上杉景勝挑釁德川家康，無視家康上洛命令，因此家康在京都召集大名準備討伐會津的上杉景勝，家康在6月8日離開伏見城，向會津進發。留守伏見城的主要將領有鳥居元忠、松平家忠等，共1800多人。當得知家康討伐會津後，石田三成與大谷吉繼等人在近江起兵討伐家康。此外三成與增田長盛等為首的五奉行連署了彈劾家康的條文。西軍的第一個目標是伏見城，7月18日總大將毛利輝元也下令伏見城開城投降，但遭到了元忠拒絕，元忠下令部下死守城池。

## 戰況
西軍派遣了約四萬兵力投入此戰役，當西軍到達伏見城後，立即對伏見城進行圍城。西軍的攻擊總大將是宇喜多秀家，副將為小早川秀秋，並餘主要參與攻城的將領有毛利秀元、吉川廣家、小西行長、島津義弘、長宗我部盛親、長束正家和鍋島勝茂。7月19日西軍開始攻城。由於伏見城是由豐臣秀吉時期所建造巨型城池，很難在短時間之內攻陷。戰況在最初數天內陷入膠著狀態，兩軍的铁炮队在23日爆發激烈的鎗戰，以火绳枪互相对射。
7月30日，五奉行之一，近江水口城城主長束正家利用計謀，派遣了甲賀眾鵜飼藤助與城內的深尾清十郎內通，並傳出甲賀眾的妻子將會以磔刑處決。終於使城內的甲賀眾叛變，開始放火燒城。8月1日西軍突破了松之丸，開始入城攻擊，松平家忠、內藤家長、松平近正相繼戰死，最終鳥居元忠亦在此戰被铃木重朝讨死。

## 戰後
元忠的屍首被送往大坂城京橋口曝曬。伏見城就被大火燒毀，在1601年重建。西軍立即回到近江準備，亦另派部份兵馬往伊勢，不過鳥居元忠的死守卻可以使德川軍有更多時間準備迎擊，西軍以美濃為中心的戰線因為攻下伏見城而延誤了時間，因而被東軍佔先。